# Architektura romańska w Hiszpanii

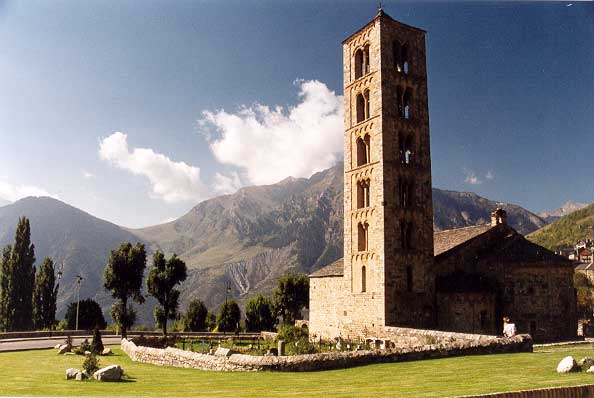
Kościół San Clemente w Tahull

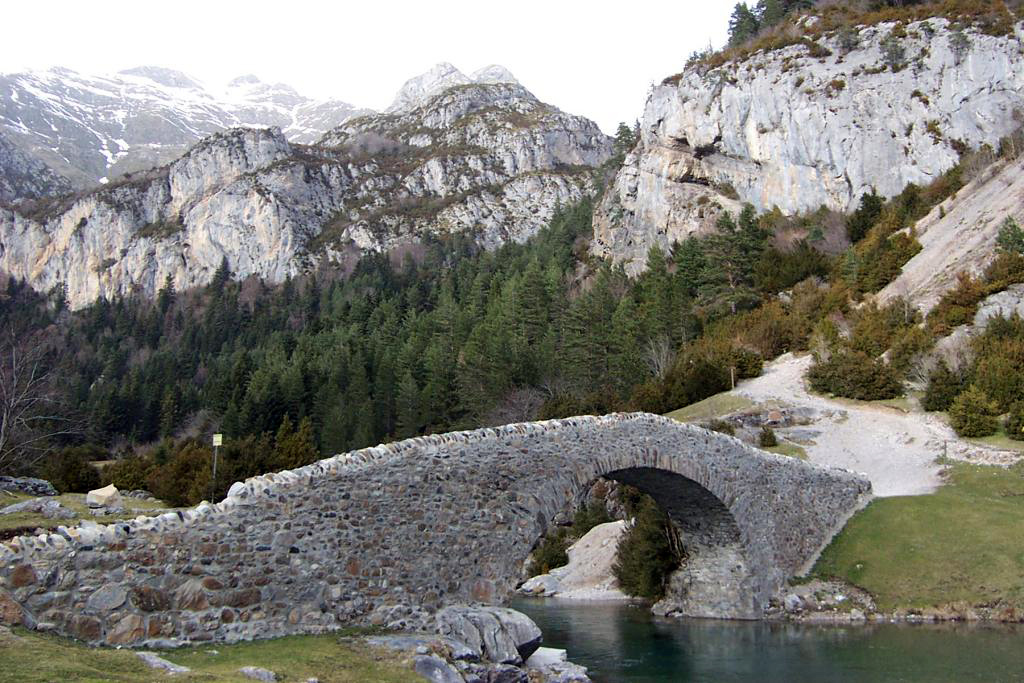
Most Św. Mikołaja z Bujaruelo z IX wieku nad rzeką Ara w dolinie Bujaruelo w Pirenejach.

Architektura romańska w Hiszpanii – sztuka romańska przenikała na Półwysep Iberyjski różnymi drogami. Jedna z nich prowadziła przez Katalonię, w której nakładała się na wcześniejsze osiągnięcia sztuki karolińskiej. W okresie późniejszym w Katalonii widoczne są wpływy architektury lombardzkiej (np. kościół San Clemente w Taüll). Druga droga przenikania sztuki romańskiej prowadziła przez Aragonię i Nawarrę, przesuwała się w kierunku Leónu i dalej do Galicji, gdzie znajdował się cel licznych pielgrzymek – grób św. Jakuba w Santiago de Compostela.
Kościół w Santiago de Compostela istniał już w okresie początków chrześcijaństwa (za panowania Alfonsa Czystego), drugi zbudowano w stylu mozarabskim podczas rządów Alfonsa III Wielkiego (w IX wieku), zniszczony w 997 został wzniesiony ponownie w latach 1078–1128. Nowa katedra została zbudowana na planie krzyża łacińskiego. Trzy nawy przecina trójnawowy transept. Prezbiterium zakończone jest absydą. Przez wnętrze poprowadzono ambit, który pozwala na obejście całego kościoła wzdłuż naw bocznych korpusu i transeptu, za prezbiterium i powrót po drugiej stronie świątyni. Nad obejściem zbudowano empory okrążające całe wnętrze kościoła. Wokół obejścia za transeptem dobudowano pięć niewielkich absydek, kaplice umieszczono także przy nawach bocznych transeptu. Nawę środkową korpusu i transeptu oraz prezbiterium przekrywa sklepienie kolebkowe na gurtach, a nawy boczne sklepienia krzyżowe. Wnętrze doświetlają okna umieszczone w wieży nad skrzyżowaniem nawy głównej z transeptem. Kościół został przebudowany w wiekach późniejszych (zwłaszcza w baroku), wnętrze zachowało wiele elementów okresu romańskiego. Zachował się także jeden z trzech portali, tzw. Portal Złotników – Puerta de las Platerias. Po przebudowie kościoła włączono do niego elementy z pozostałych dwóch portali (w XII wieku ufundowany został nowy portal zachodni a w XVIII przebudowano północny). Portal zachodni, tzw. Portal Chwały, zbudowany w latach 1168–1188 zdobią rzeźby łączące cechy romańskie i gotyckie.
Wzdłuż trasy pielgrzymek powstały inne kościoły nawiązujące do architektury katedry w Santiago de Compostela. Należą do nich m.in. kolegiata San Isidoro w León. Zachowały się także fragmenty krużganków klasztoru Santo Domingo de Silos w Burgos, portal kościoła San Vicente w Ávila i górna kaplica Cámara Santa w Oviedo. Wśród dzieł rzeźbiarskich związanych z architekturą zachowały się również: portale kościoła Santa Maria la Real w Sanguesa i klasztoru San Salvador w Leyre (na terenie Nawarry). Przykłady malarstwa ściennego najlepiej zostały zachowane w niewielkich kościółkach w Kastylii, León i w Galicji.
Charakterystyczne dla architektury romańskiej w Kastylii są kościoły z ośmiobocznymi wieżami nad skrzyżowaniem nawy głównej z transeptem. Wewnątrz ukryte są kopuły oparte na żebrach lub sklepienia krzyżowe. Dostawione z zewnątrz niewielkie wieżyczki pełnią rolę przypór. Najstarsze takie rozwiązanie jest zachowane w katedrze w Zamora (zbudowana w latach 1151-1174). Wieżę przykrywa kopuła oparta na szesnastu żebrach zaznaczonych z zewnątrz „grzebieniami”. Kopułę przykrywa kamienna łuska. Poniżej kopuły, w arkadach, umieszczone są okna doświetlające wnętrze. Podobne rozwiązania są widoczne w katedrze w Salamance i kolegiacie w Toro.
Odmiennie kształtowała się architektura romańska na pozostałej części Półwyspu Iberyjskiego, tzw. kalifatu Kordoby. Obiekty zbudowane na tych ziemiach przechodząc pod władanie chrześcijańskich władców były zamieniane na kościoły. W Toledo taki los spotkał meczet zamieniony na kościół San Cristo de la Luz, żydowską synagogę zamienioną na kościół pod wezwaniem NP. Marii (Santa Maria la Blanca) a wieża Giralda w Sewilli początkowo służyła jako minaret.
Literatura:
- Sztuka Świata – t. 3, Praca zbiorowa, Wydawnictwo „Arkady”, 1999 r.
- Historia architektury dla wszystkich – Tadeusz Broniewski, Wydawnictwo Ossolineum, 1990 r.
- David Watkin, Historia architektury zachodniej, Wydawnictwo „Arkady” 2006 r. ISBN 83-213-4178-0

Zobacz też: style architektoniczne, historia sztuki, sztuka romańska